# Lijst van grote Venezolaanse steden

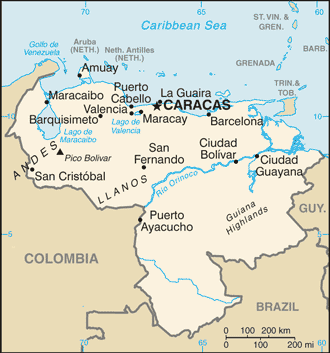
Kaart van Venezuela

Hieronder een lijst met de 20 grootste Venezolaanse steden, met inwoneraantal van de gemeente waartoe de stad behoort.

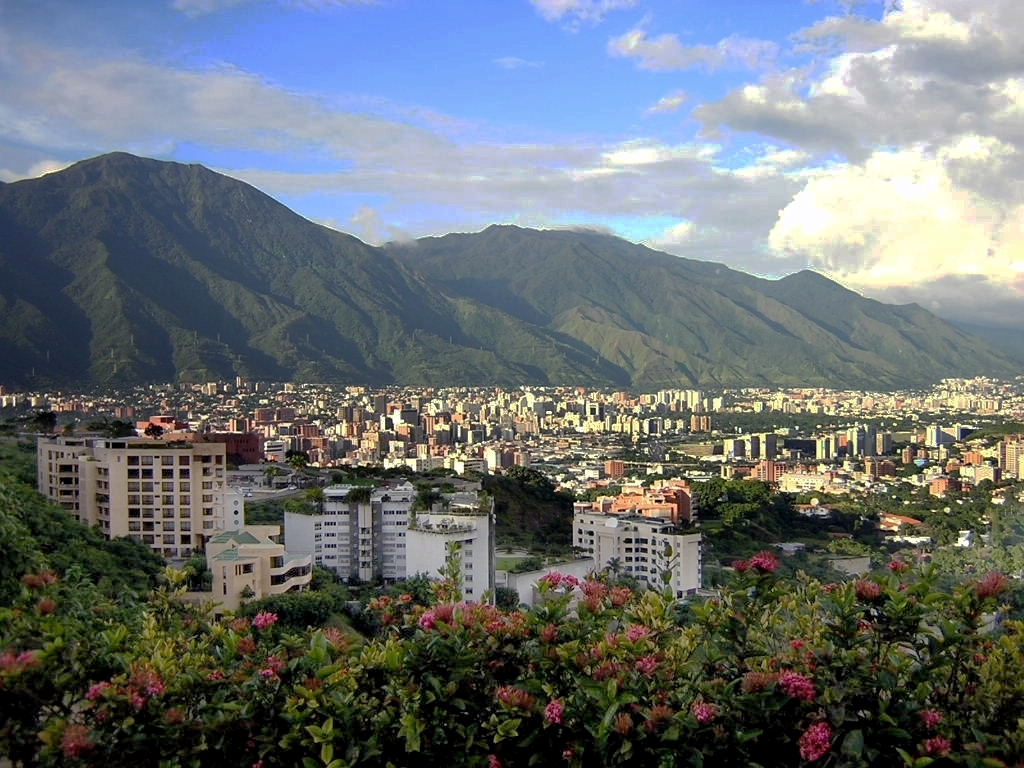
1. Caracas

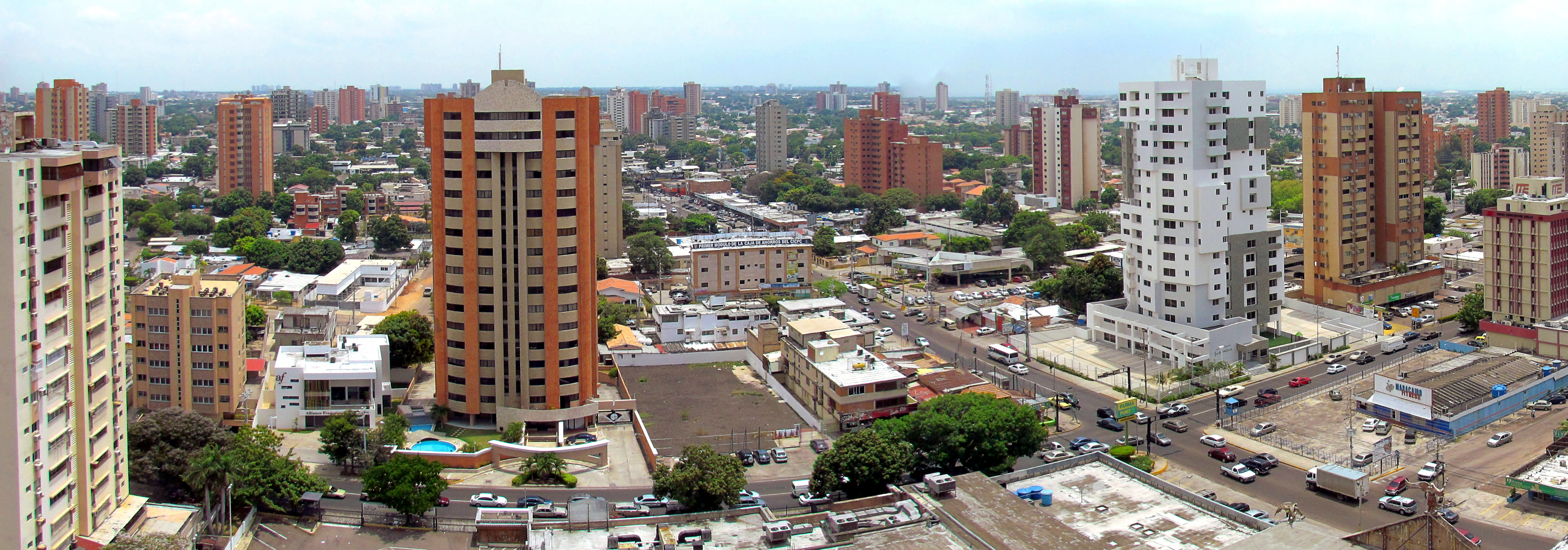
2. Maracaibo

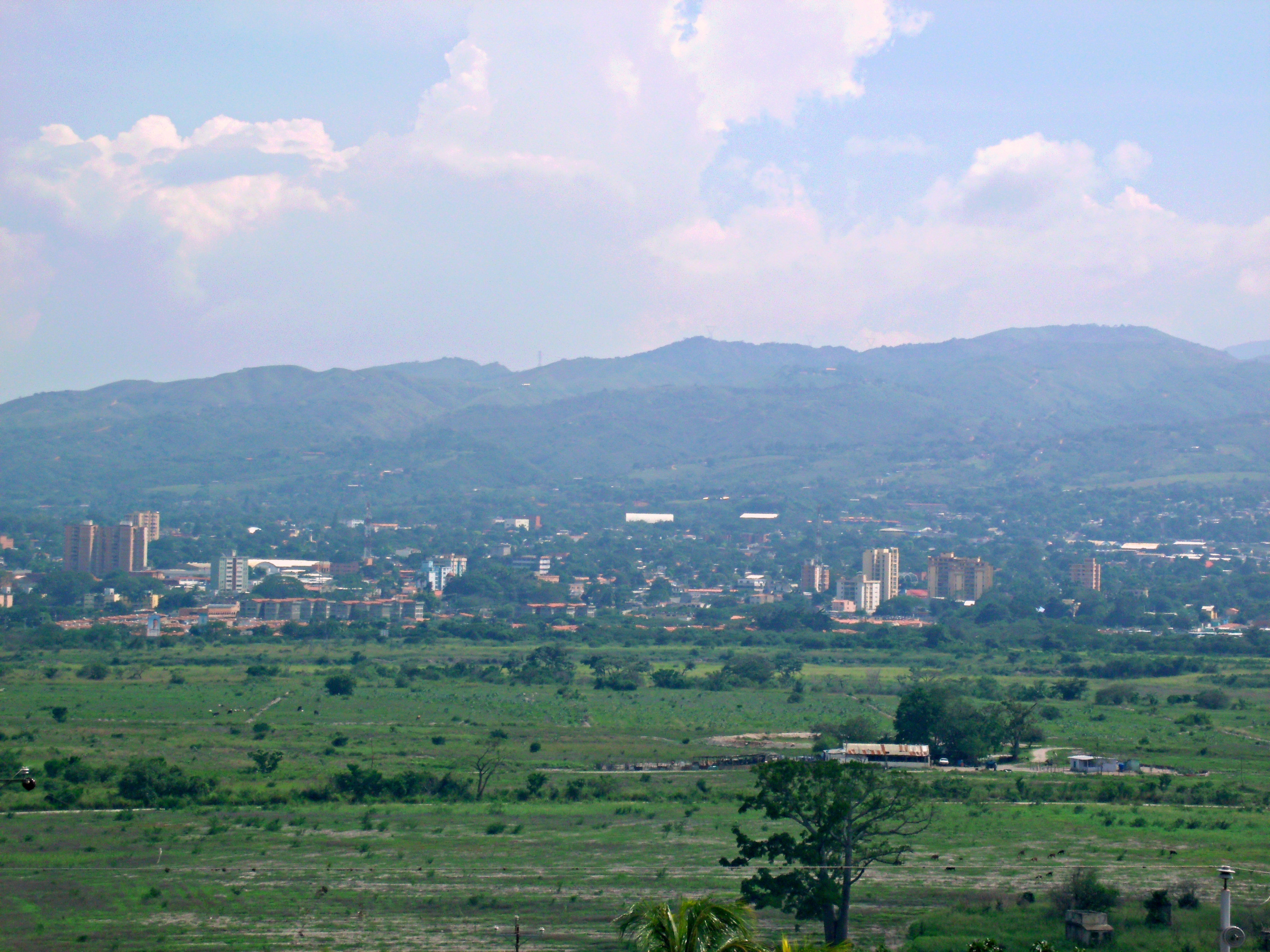
3. Barquisimeto

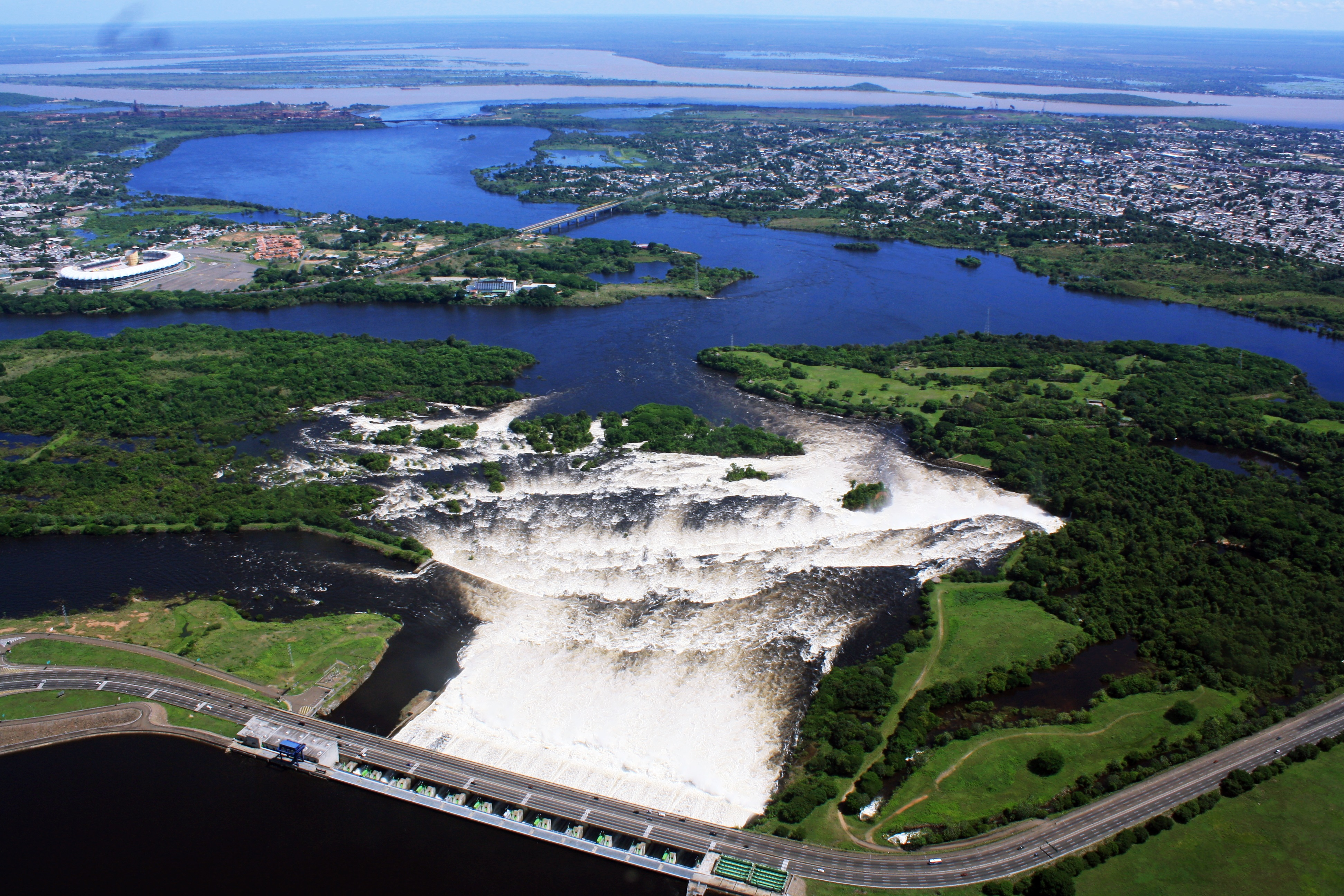
5. Ciudad Guayana

| #   | Gemeente                      | Stad           | Inwoners (gemeente) | Staat                  |
| --- | ----------------------------- | -------------- | ------------------- | ---------------------- |
| 1.  | Caracas Grootstedelijk Gebied | Caracas        | 3 261 754           | Hoofdst.Distr.&Miranda |
| 2.  | Maracaibo                     | Maracaibo      | 1 561 038           | Zulia                  |
| 3.  | Iribarren                     | Barquisimeto   | 1 120 292           | Lara                   |
| 4.  | Valencia                      | Valencia       | 884 549             | Carabobo               |
| 5.  | Caroní                        | Ciudad Guayana | 851 071             | Bolívar                |
| 6.  | Maturín                       | Maturín        | 521 955             | Monagas                |
| 7.  | Simón Bolívar                 | Barcelona      | 465 989             | Anzoátegui             |
| 8.  | San Francisco                 | San Francisco  | 440 553             | Zulia                  |
| 9.  | Girardot                      | Maracay        | 437 525             | Aragua                 |
| 10. | Heres                         | Ciudad Bolívar | 380 953             | Bolívar                |
| 11. | Sucre                         | Cumaná         | 374 706             | Sucre                  |
| 12. | Barinas                       | Barinas        | 355 413             | Barinas                |
| 13. | Vargas                        | La Guaira      | 348 158             | La Guaira              |
| 14. | Guaicaipuro                   | Los Teques     | 312 502             | Miranda                |
| 15. | Cabimas                       | Cabimas        | 299 108             | Zulia                  |
| 16. | San Cristóbal                 | San Cristóbal  | 290 316             | Táchira                |
| 17. | Carirubana                    | Punto Fijo     | 277 017             | Falcón                 |
| 18. | Juan Antonio Sotillo          | Puerto La Cruz | 272 231             | Anzoátegui             |
| 19. | Plaza                         | Guarenas       | 264 290             | Miranda                |
| 20. | Libertador                    | Mérida         | 250 303             | Mérida                 |